# Spodiopsar
Spodiopsar este un gen de graur mare din familia Sturnidae.

## Specii
Genul conține duă specii.
| Imagine | Denumire șiințifică   | Denumire comună      | Distribuție                                                                |
| ------- | --------------------- | -------------------- | -------------------------------------------------------------------------- |
|         | Spodiopsar sericeus   | Graur cu cioc roșu   | sudul și sud-estul Chinei.                                                 |
|         | Spodiopsar cineraceus | Graur cu obraji albi | centrul și nord-estul Indiei, China, Coreea, Japonia și sud-estul Siberiei |